# Теоландия
Теоландия (порт. Teolândia)  —  муниципалитет в Бразилии, входит в штат Баия. Составная часть мезорегиона Юг штата Баия. Входит в экономико-статистический микрорегион Ильеус-Итабуна. Население составляет 12 673 человека на 2006 год. Занимает площадь 288,272 км². Плотность населения — 44,0 чел./км².

## Статистика
- Валовой внутренний продукт на 2003 год составляет 33 259 661,00 реалов (данные: Бразильский институт географии и статистики).
- Валовой внутренний продукт на душу населения на 2003 год составляет 2634,01 реалов (данные: Бразильский институт географии и статистики).
- Индекс развития человеческого потенциала на 2000 год составляет 0,591 (данные: Программа развития ООН).